# Saint-Maurice-Colombier
Saint-Maurice-Colombier è un comune francese di 908 abitanti situato nel dipartimento del Doubs nella regione della Borgogna-Franca Contea.

## Società

### Evoluzione demografica
Abitanti censiti